# Eis-Segge
Die Eis-Segge (Carex frigida) ist eine Pflanzenart aus der Gattung der Seggen (Carex) innerhalb der Familie der Sauergrasgewächse (Cyperaceae).

## Beschreibung

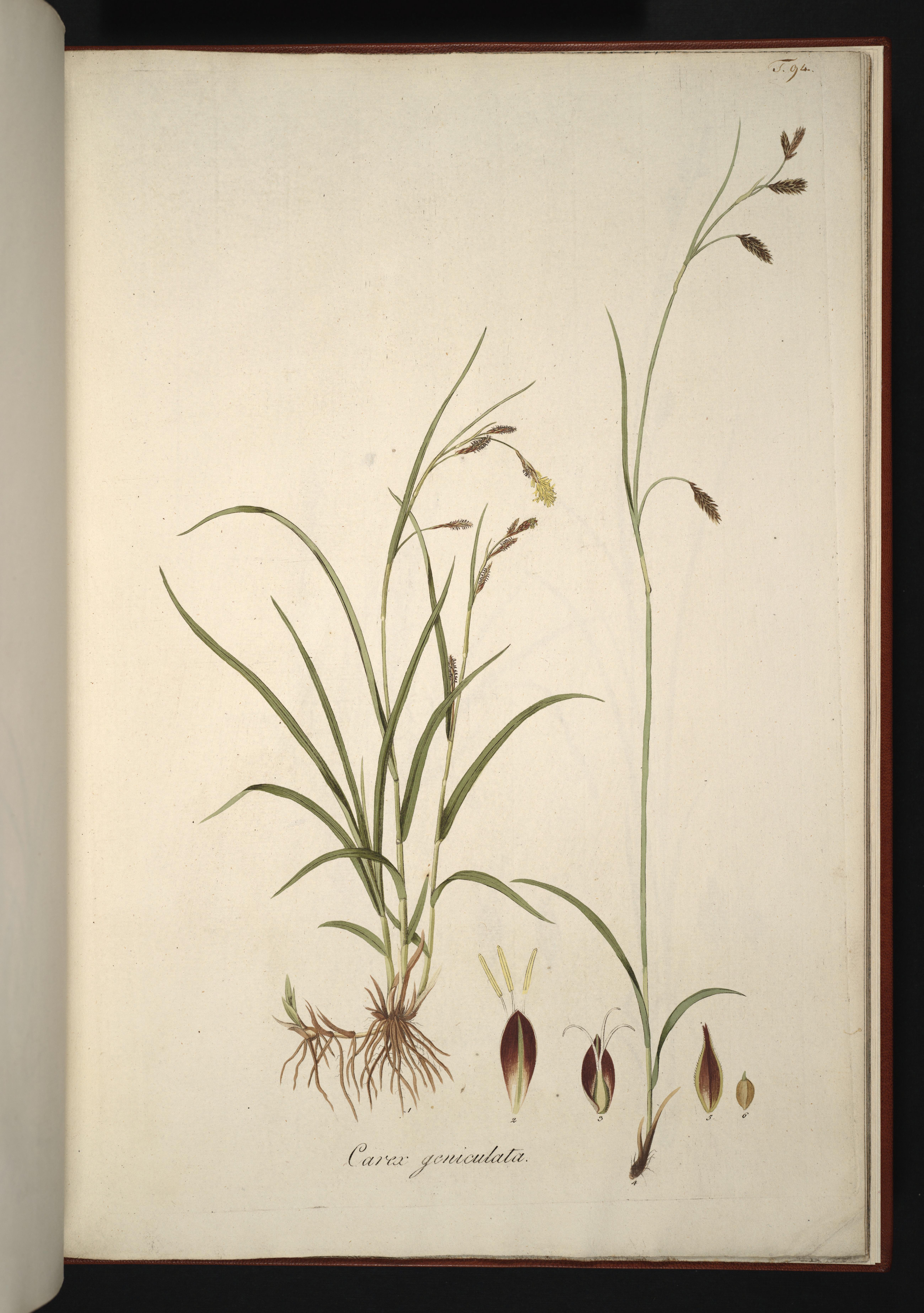
Illustration

### Vegetative Merkmale
Die Eis-Segge ist eine ausdauernde krautige Pflanze, die Wuchshöhen von 20 bis 75 Zentimetern erreicht. Sie bildet bis über 10 Zentimeter lange und bis 2 Millimeter dicke Ausläufer. Ihre aufrechten, oft überhängenden Stängel sind dreikantig und etwa 1 Millimeter dick; sie sind entfernt beblättert. Die Laubblätter sind 2 bis 4 Millimeter breit.

### Generative Merkmale
Die Blütezeit liegt zwischen Juni und August. Die Hüllblätter des Blütenstandes überragen diesen nicht. Der Blütenstand enthält am oberen Ende ein, selten zwei männliche Ährchen und drei bis vier seitliche weibliche Ährchen darunter. Die weiblichen Ährchen sind gestielt bis sitzend und 15 bis 30 Millimeter lang und bis zu 8 Millimeter dick. Das männliche Ährchen ist 15 bis 20 Millimeter lang und bis zu 4 Millimeter dick. Die Spelzen der weiblichen Ähren sind zugespitzt oder stachelspitzig, dunkel-rotbraun mit einem grünen Mittelstreifen. Die Spelzen der männlichen Blüten sind stumpfer. Die Schläuche sind bei einer Länge von 5 bis 7 Millimetern sowie bei einem Durchmesser von bis zu 1 Millimeter spindelförmig und kahl, aber an den Seiten borstig bewimpert; sie sind allmählich in einen zweizähnigen Schnabel verschmälert. Die weiblichen Blüten besitzen drei Narben.
Die bei Reife gelb-braune Frucht ist bei einer Länge von wenig über 1 Millimeter ellipsoid und dreikantig.
Die Chromosomenzahl beträgt 2n = 56 oder 58.

## Vorkommen
Die Eis-Segge kommt auf Korsika, in den Pyrenäen und den Alpen, im Schwarzwald, in den Vogesen, im Apennin und in Montenegro vor. In Mitteleuropa ist sie sehr selten, aber sie bildet dort an ihren Standorten meist kleinere Bestände. Es gibt Fundorte in Spanien, Frankreich, auf Korsika, Sardinien, in Italien, in der Schweiz, in Österreich, Deutschland, Slowenien, Kroatien und Montenegro.
Ihre Hauptvorkommen liegen in Mitteleuropa in Höhenlagen von 1300 bis 2500 Metern. In den Allgäuer Alpen steigt sie in Höhenlagen von 1300 Metern oberhalb des Stuibenfalls in Bayern bis zu einer Höhenlage von 2100 Meter auf. In den Ostalpen fehlt sie gebietsweise; im Schwarzwald kommt sie nur im Feldberggebiet vor. und in den Vogesen am Hohneck. Sie ist eine Gebirgspflanze, die selten bis zu Höhenlagen von 500 Metern hinabsteigt; in den Alpen kommt sie im Kanton Wallis am Riffelsee bei Zermatt bis 2750 Meter und in Graubünden am Piz Forcellina bis in Höhenlagen von 2800 Metern vor. In Deutschland kommt sie nur in den Bayerischen Alpen und im Feldberggebiet vor.
Die Eis-Segge gedeiht auf sickerfeuchten, meist basenreichen, oft kalkarmen, lehmigem, Sand- oder Steinböden. Carex frigida ist pflanzensoziologisch eine Kennart des Caricetum frigidae aus dem Verband Caricion davallianae.
Die Eis-Segge gedeiht meist auf durchflossenen, durchsickerten oder besprühten Standorten entlang von Bächen, in alpinen und subalpinen Rieselfluren in den höheren Lagen der Mittelgebirge oder der Alpen. Sie besiedelt quellige Flächen, kleine Rinsen oder Schneetälchen.
Die ökologischen Zeigerwerte nach Landolt et al. 2010 sind in der Schweiz: Feuchtezahl F = 4+fw (nass im Bereich von fließendem Bodenwasser), Lichtzahl L = 4 (hell), Reaktionszahl R = 4 (neutral bis basisch), Temperaturzahl T = 1+ (unter-alpin, supra-subalpin und ober-subalpin), Nährstoffzahl N = 2 (nährstoffarm), Kontinentalitätszahl K = 2 (subozeanisch).

## Taxonomie
Die Erstveröffentlichung von Carex frigida erfolgte !785 durch Carlo Allioni in Flora Pedemontana sive Enumeratio Methodica Stirpium Indigenarum Pedemontii, Band 2, S. 270. Das Artepitheton frigida bedeutet „kalt“ und bezieht sich auf den Standort.